# Стародубський полк (військове формування)
Стародубський полк — українське військове формування. Існував у 1784—1796 рр. як Стародубський карабінерний полк, і в 1917 році як військова одиниця української Центральної Ради.

## Стародубський карабінерний полк (1784—1796)
1782 року полковий козацький устрій в Україні остаточно був скасований російською імперською адміністрацією. Було ліквідовано і Стародубський козацький полк як адміністративну і військову одиницю колишньої Гетьманщини. Але 1784 року російська адміністрація змушена була піти на деякі поступки українцям — так замість 10 козацьких полків зорганізовано 10 карабінерних, по 6 ескадронів у кожному, з яких складався окремий корпус — «Малоросійська кіннота». Карабінерні полки в Україні зберігали багато рис старої української козацької організації. Рядовий склад здебільшого становили козаки старого полку, командний склад — здебільшого колишня полкова та сотенна старшина. У російській армії карабінерні полки являли собою майже автономну організацію.
Першим полковником Стародубського карабінерного полку стає Іван Максимович, унук прибічника Івана Мазепи Петра Максимовича. З 1785 року полком керує Андрій Леванідов, росіянин, але закоханий в Україну. Андрій Леванідов, який у майбутньому був корпусним командиром у Києві та генерал-губернатором Слобідської України, підтримував тісні зв'язки з українськими політичними колами, що стояли на позиціях політичної автономії України. Допомагав А. Худорбі та А. Веделю. Цікавився історією України. Залишив рукописний збірник «Андрія Леванідова Малоросійський літописець», написаний близько 1790 року, який довгі роки зберігався в Національному музеї у Львові.
1788 року Стародубський карабінерний полк перетворено у «важкокінний», разом з Чернігівським, Ніжинським, Київським та Глухівським, а 1789 року на чолі полку встає Михайло Миклашевський, правнук стародубського полковника кінця XVII ст. Михайла Андрійовича Миклашевського. Тільки 1796 року Стародубський карабінерний полк перетворено на кірасирський, і він поволі починає втрачати національний український дух, що було вибито з нього російською казармовою дисципліною.

### Полковники
- Іван Максимович (1784)
- Андрій Леванідов (1785)
- Михайло Миклашевський (1789—1792)

## Другий Стародубський полк імені гетьмана Івана Скоропадського (1917)
Українська національна революція 1917 року посприяла утворенню українських національних військових формувань. 18 липня командувач Південно-Західного фронту генерал Лавр Корнілов видав наказ про початок українізації 34-го російського корпусу, яким командував генерал-лейтенант Павло Петрович Скоропадський. З особового складу корпусу було виведено всіх неукраїнців, а сам корпус переведено до подільського міста Межибожа для укомплектування його українцями. Ця реорганізація завершилася 1 жовтня, а сам корпус отримав назву Першого українського.
Корпус налічував 60 тисяч бійців, та складався з двох дивізій, по чотири полки у кожній. Елітною вважалася 1-ша дивізія, якою командував генерал Яків Гандзюк, а начальником штабу дивізії був полковник Микола Капустянський. Усі чотири полки 1-ї дивізії мали спеціальні назви, у яких відзначалися імена найголовніших українських міст та гетьманів-героїв: Перший Київський полк імені гетьмана Богдана Хмельницького, Третій Полтавський полк імені гетьмана Петра Сагайдачного, Четвертий Чернігівський полк імені гетьмана Павла Полуботка. Другим по значенню у дивізії був Другий Стародубський полк імені гетьмана Івана Скоропадського. Командував полком полковник Дмитро Масалитинів. Другий Стародубський полк імені гетьмана Івана Скоропадського, у складі цілого корпусу, знаходився поблизу німецько-австрійського фронту в районі Шепетівка-Козятин-Христинівка-Вапнярка, де захищав західні рубежі України від нападу противника.
1-й український корпус був найбільш боєздатною частиною Української Народної Республіки наприкінці 1917 року. Він дислокувався в районі Білої Церкви, Бердичева, Фастова і Вінниці. Під час більшовицького повстання в Києві він перекрив шлях червоним частинам 2-го гвардійського корпусу, що прямував на Київ. У районі Вінниці українці роззброїли більшовизованих солдатів і відправили їх ешелонами в Росію.
На початку січня 1918 року, через розходження з політикою Центральної Ради і Генерального секретаріату, Павло Скоропадський подав у відставку з поста командира корпусу. Його заступив Яків Гандзюк, але дисципліна в корпусі різко впала. Незважаючи на розпал Радянсько-української війни, більшість українських солдатів самовільно полишила корпус і він перестав існувати.

## 18-й Стародубський полк (1917р.)
Наприкінці 1917 року брав участь у боях з військами М. Муравйова, захищаючи Київ від наступу військ більшовиків. Командував полком Микола Шаповал.

## Інші військові формування Стародубщини
Для захисту Стародубщини у краї, як і в інших місцевостях України, в 1917 році створювалися добровольчі загони Вільних козаків, які мали виконувати міліцейські функції — стежити за порядком та запобігати розбійництву та грабіжництву в ті часи, коли верховна державна влада не в змозі була цим займатися сама. Усе Вільне козацтво розподілялося по губерніях, і таким чином стародубська міліція входила до складу Вільного козацтва Чернігівщини. Місцеві загони Вільного козацтва не були великими за чисельністю, адже вважалося, що до збройних суточок з чиєюсь регулярною армією на Східній Україні справа ніколи не дійде, тому загони у 20—50 козаків вважалися цілком достатніми для невеличких повітових міст. До того ж більшість чоловіків призовного віку була у цей час на фронті, у російському та українському військах. Командували загонами Вільного козацтва українці-офіцери колишньої царської армії. У Стародубі було на цей час 25 вільних козаків під керівництвом поручника Шакотька, а у Новозибкові — 50, якими командував підстаршина Андросюк. Такими ж за чисельністю були загони Вільного козацтва й в інших чернігівських містах: у Борзні — 40, в Глухові — 50, у Новгороді-Сіверському — 30, і лише у губернському Чернігові було 140 козаків. Загін Вільного козацтва був і у Гомелі, чисельністю у 20 козаків, під керівництвом підпоручника Гончаренка.